# 蒲桃小煤炱
蒲桃小煤炱（学名：Meliola eugeniae-jamboloidis）是属于小煤炱目小煤炱科小煤炱属的一种真菌，寄生在蒲桃属植物上。该种分布于中国、印度、印度尼西亚。

## 变种
蒲挑小煤炱澳洲变种（学名：Meliola eugeniae-jamboloidis var. australiensis）是属于小煤炱目小煤炱科小煤炱属的一种真菌，寄生在金娘科植物上。该种分布于中国、澳大利亚。